# Miguel Galarza
Miguel Gerónimo Galarza (Concepción del Uruguay, Argentina, 1798 - Concepción del Uruguay, junio de 1881) fue un militar argentino, que participó durante largos años en las guerras civiles argentinas, como oficial del ejército federal de la provincia de Entre Ríos.

## Biografía
Se enroló en el ejército del caudillo entrerriano Francisco Ramírez en 1819, y combatió en la batalla de Cepeda y en la guerra civil contra José Artigas. Obtuvo un ascenso por su comportamiento en el combate de Las Guachas, victoria sobre el caudillo oriental.
Hizo la campaña de 1821 a Santa Fe, combatiendo en todas las batallas de la misma. Tras la muerte de Ramírez regresó a Entre Ríos cruzando el Chaco.
Durante los años siguientes prestó servicios a órdenes del coronel Pedro Barrenechea y participó en una docena de combates en esa provincia, en que la guerra civil era endémica. Durante el gobierno de Pascual Echagüe, sirvió a órdenes del general Justo José de Urquiza y llegó al grado de teniente coronel de caballería.
Peleó en las batallas de Pago Largo, Cagancha, Don Cristóbal, Sauce Grande, y Arroyo Grande. Después de esa batalla fue ascendido a coronel, y pasó al Uruguay, donde hizo la larga campaña contra el general Fructuoso Rivera. Luchó en la victoria decisiva de India Muerta, y regresó con Urquiza a Entre Ríos. Hizo las dos campañas a Corrientes y combatió en Laguna Limpia y Rincón de Vences.
En 1851 hizo la campaña al Uruguay, y al año siguiente mandó el extremo del ala derecha del Ejército Grande, vencedor en la batalla de Caseros y Pavón. Tres días antes había vencido al coronel Hilario Lagos en el combate de Campos de Álvarez. Fue ascendido a general y regresó a Entre Ríos.
A fines de 1852 participó en la defensa de Entre Ríos contra la invasión de Manuel Hornos y Juan Madariaga.
Desde 1855 fue el jefe político y militar del departamento Victoria.
Combatió como jefe de una división de caballería en las batallas de Cepeda y Pavón; en ambas derrotó a las fuerzas de caballería porteña, pero en la segunda tuvo que retirarse cuando Urquiza abandonó el campo de batalla.
Durante los años siguientes fue jefe departamental de Victoria. Debido a su prestigio, Urquiza le encomendó una de las divisiones entrerrianas que debía pelear en la guerra del Paraguay. Logró reunir su división, pero cuando los soldados descubrieron que no iban a pelear del lado paraguayo contra el Brasil y Buenos Aires —como habían creído— desertaron en masa en el campamento de Toledo. Por orden de Urquiza, volvió a reunir sus hombres, pero éstos volvieron a desbandarse en el campamento de Basualdo. Esta segunda vez, la única división que logró conservar algunos hombres fue la de Galarza; pero Urquiza los licenció, y sólo entregaría algunos hombres de infantería al Ejército Argentino.
En 1870, cuando Urquiza fue asesinado, se pronunció en contra de su sucesor –y responsable de la revolución durante la cual había ocurrido el crimen– Ricardo López Jordán y puso sus milicias a disposición del gobierno nacional. Fue nombrado jefe de la caballería entrerriana para luchar contra el gobernador, pero la mayor parte de sus hombres se negaron a luchar y casi no participó en la guerra. Por otro lado, pronto fue reemplazado por oficiales porteños, más confiables para esa campaña.
Volvió a colaborar contra la segunda rebelión jordanista, en 1873, pero apenas pudo aportar tropas.
Pasó los años siguientes alejado de toda actividad pública, con excepción de un efímero puesto de honor en un homenaje al general José de San Martín.
Falleció en junio de 1881 en Concepción del Uruguay.